# (19440) Sumatijain
(19440) Sumatijain (1998 FN103) – planetoida z pasa głównego asteroid okrążająca Słońce w ciągu 3,38 lat w średniej odległości 2,25 j.a. Odkryta 31 marca 1998 roku.